# David Crane (programmeur)
Pour les articles homonymes, voir David Crane.
David Patrick Crane, né en 1953 à Nappanee (Indiana), est un concepteur et programmeur américain de jeux vidéo.
Passionné par le jeu sous toutes ses formes et l'électronique dès son enfance, David Crane s'amuse très tôt à démonter des machines pour comprendre leur fonctionnement et construit très jeune sa propre console pour jouer au morpion.
Il a travaillé dans la conception de jeux vidéo à la fois comme programmeur et game designer pour Atari Inc. à la fin des années 1970 et Activision dans les années 1980. Il est cofondateur des sociétés Absolute Entertainment et Skyworks Interactive.
David Crane est à l'origine de plusieurs innovations techniques développées pour les jeux qu'il a imaginés, parmi lesquels Pitfall!, Dragster, Freeway, Grand Prix ou Ghostbusters pour Activision.

## Ludothèque
| Année | Titre                                      | Crédits                           | Éditeur                | Système        |
| ----- | ------------------------------------------ | --------------------------------- | ---------------------- | -------------- |
| 1978  | Boggle (annulé)                            | Programmeur                       | Atari, Inc.            | Atari 2600     |
| 1978  | Outlaw                                     | Programmeur                       | Atari, Inc.            | Atari 2600     |
| 1979  | Canyon Bomber                              | Programmeur                       | Atari, Inc.            | Atari 2600     |
| 1979  | Slot Machine                               | Programmeur                       | Atari, Inc.            | Atari 2600     |
| 1980  | Dragster                                   | Game designer                     | Activision             | Atari 2600     |
| 1980  | Fishing Derby                              | Game designer                     | Activision             | Atari 2600     |
| 1981  | Laser Blast                                | Game designer                     | Activision             | Atari 2600     |
| 1981  | Freeway                                    | Game designer                     | Activision             | Atari 2600     |
| 1981  | Grand Prix                                 | Game designer                     | Activision             | Atari 2600     |
| 1981  | Kaboom!                                    | Graphisme                         | Activision             | Atari 2600     |
| 1982  | Pitfall!                                   | Game designer, programmeur        | Activision             | Atari 2600     |
| 1983  | The Activision Decathlon                   | Game designer, programmeur        | Activision             | Atari 2600     |
| 1983  | The Activision Decathlon                   | Game designer                     | Activision             | Atari 5200     |
| 1984  | Pitfall II: Lost Caverns                   | Game designer, programmeur, audio | Activision             | Atari 2600     |
| 1984  | Pitfall!                                   | Game designer                     | Activision             | Atari 5200     |
| 1984  | Pitfall II: Lost Caverns                   | Game designer                     | Activision             | Atari 5200     |
| 1984  | Ghostbusters                               | Game designer, programmeur        | Activision             | Commodore 64   |
| 1985  | Little Computer People                     | Game designer, programmeur        | Activision             |                |
| 1986  | Transformers: The Battle to Save the Earth | Game designer                     | Activision             | Commodore 64   |
| 1987  | Skate Boardin'                             | Game designer, programmeur        | Activision             | Atari 2600     |
| 1988  | Super Skate Boardin'                       | Game designer, programmeur        | Activision             | Atari 7800     |
| 1989  | A Boy and His Blob: Trouble on Blobolonia  | Game designer, programmeur        | Absolute Entertainment | NES            |
| 1990  | The Rescue of Princess Blobette            | Game designer, programmeur        | Absolute Entertainment | Game Boy       |
| 1991  | The Simpsons: Bart vs. the Space Mutants   | Programmeur                       | Absolute Entertainment |                |
| 1991  | The Simpsons: Bart vs. the World           | Game designer                     | Absolute Entertainment |                |
| 1991  | Bart Simpson's Escape from Camp Deadly     | Programmeur                       | Absolute Entertainment | Game Boy       |
| 1992  | David Crane's Amazing Tennis               | Game designer, programmeur        | Absolute Entertainment |                |
| 1993  | Toys: Let the Toy Wars Begin!              | Game designer, producteur         | Absolute Entertainment | Super Nintendo |
| 1994  | Home Improvement: Power Tool Pursuit!      | Game designer                     | Absolute Entertainment | Super Nintendo |
| 1994  | Night Trap                                 | Programmeur                       | Digital Pictures       |                |
| 1996  | SPQR: The Empire's Darkest Hour            | Consultant                        | GT Interactive         | Windows        |
| 1997  | Klondike                                   | Game designer                     | Sega                   | Sega Channel   |